# Sol argilo-calcaire
Un sol argilo-calcaire est un sol d’origine sédimentaire, composé d’une proportion variable d'argile et de calcaire. Cette appellation est d'usage agronomique, souvent attachée à des dénominations locales comme la groie ou les terreforts, mais non pédologique.
Ce sol peut ainsi correspondre à différents solums, comme les rendisol, rendosol, calcosol ou encore fluviosol.

## Viticulture
Le sol argilo-calcaire est particulièrement recherché des vignerons. En effet, il permet un bon compromis entre filtration et fraicheur. Ce sol est caractéristique de certains domaines appartenant aux vins de Bordeaux, de Bourgogne,  Côtes-du-rhône ou encore Corbières (AOC).